# Alicia Negrón Mendoza
Alicia Negrón Mendoza es una científica y docente mexicana. Es fundadora y responsable del laboratorio de evolución química del Instituto de Ciencias Nucleares de la Universidad Nacional Autónoma de México desde 1976, en donde trabaja en el diseño de modelos químicos que reproducen las condiciones químicas que tenía la tierra primigenia.

## Trayectoria
Desde temprana edad se interesó en la química, inspirada por Marie Curie, de quien escuchó en su educación básica. Estudió química farmacéutica biológica en la Facultad de Química de la Universidad Nacional Autónoma de México. Posteriormente, obtuvo un doctorado en química orgánica por la misma institución y realizó parte de sus estudios en la Universidad de Maryland. 

La científica usa la química para identificar qué tan estable es un compuesto en temperaturas y exposiciones a radiación extremas y cómo estos procesos se relacionan con los minerales, con la evolución química y el origen de todos los seres vivos de la Tierra.
Tomamos información de los astrónomos, los físicos, los geólogos y los biólogos, quienes nos prestan un escenario y nosotros ponemos la obra para reproducir algunos compuestos de origen biológico. El objetivo es que a través de la química se aproxime al origen de la vida. 

## Premios y reconocimientos
Entre los premios y reconocimientos que ha recibido se encuentran:
- Reconocimiento Universidad Nacional Autónoma de México (UNAM, 2024)
- Medalla Sociedad Química de México (2024)
- Premio Instituto de Ciencias Nucleares (ICN-UNAM, 2024)
- Reconocimiento Instituto de Ciencias Nucleares (ICN-UNAM, 2022)
- Reconocimiento World Knowledge Summit (2022)
- Medalla Instituto de Ciencias Nucleares (ICN-UNAM, 2018)
- Reconocimiento Sor Juana Inés de la Cruz (UNAM, 2008)